# 29137 Alanboss
29137 Alanboss è un asteroide della fascia principale. Scoperto nel 1987, presenta un'orbita caratterizzata da un semiasse maggiore pari a 2,2938809 UA e da un'eccentricità di 0,2198850, inclinata di 24,95054° rispetto all'eclittica.